# نيكيتا سينغ
نيكيتا سينغ (بالهندية: निकिता सिंह؛ بالإنجليزية: Nikita Singh) هي أكاديمية هندية، ولدت في 6 أكتوبر 1991 في باتنا في الهند.

## وصلات خارجية
- الموقع الرسمي